# Pteris spinosa
Pteris spinosa là một loài thực vật có mạch trong họ Pteridaceae. Loài này được (L.) Desv. miêu tả khoa học đầu tiên năm 1827.